# Vermispora spermatophaga
Vermispora spermatophaga är en svampart som först beskrevs av Drechsler, och fick sitt nu gällande namn av J. Chen, L.L. Xu, B. Liu & Xing Z. Liu 2007. Vermispora spermatophaga ingår i släktet Vermispora, divisionen sporsäcksvampar och riket svampar.   Inga underarter finns listade i Catalogue of Life.